# Arthroleptis crusculum
Arthroleptis crusculum е вид жаба от семейство Arthroleptidae. Видът е застрашен от изчезване.

## Разпространение
Разпространен е в Гвинея.

## Описание
Популацията на вида е намаляваща.